# 勝浦警察署
勝浦警察署（かつうらけいさつしょ）は、千葉県警察が管轄する警察署の一つである。

## 管轄区域
- 勝浦市
- 夷隅郡大多喜町

2005年まで夷隅郡夷隅町も管轄していたが、大原町・岬町との合併でいすみ市になったことにより、いすみ警察署に管轄が変更された。

## 沿革
- 1877年（明治10年）2月：大多喜警察署勝浦分署として発足
- 1926年（大正15年）：勝浦警察署となる
- 1970年（昭和45年）：大多喜警察署を統合し、大多喜幹部交番を設置
- 2013年（平成25年）3月11日：現庁舎に移転

## 庁舎概要
勝浦警察署庁舎
- 所在地 : 千葉県勝浦市沢倉515-6
- 竣工年 : 2013年
- 庁舎棟
  - 延床面積 : 2,846m2
  - 構造/規模 : RC造一部S造、地上4階
- 車庫棟
  - 延床面積 : 723m2
  - 構造/規模 : RC造、地上1階

かつては旧国道128号沿いの夷隅健康福祉センター（夷隅保健所）の正面にあったが、2013年に老朽化や津波対策として市役所に隣接する市営テニスコート跡地に移転した。旧庁舎の跡地は、出水市営駐車場となっている。

勝浦警察署大多喜幹部交番庁舎
- 所在地 : 千葉県夷隅郡大多喜町猿稲147
- 竣工年 : 1971年
- 延床面積 : 228m2
- 構造/規模 : RC造、地上2階

## 幹部交番
- 大多喜幹部交番（夷隅郡大多喜町猿稲147番地）

## 交番

### 勝浦市
- 勝浦駅前交番（勝浦市墨名256-1）

## 駐在所

### 勝浦市
- 植野駐在所（勝浦市植野490-10）
- 興津駐在所（勝浦市興津834）
- 松野駐在所（勝浦市松野192-1）
- 守谷駐在所（勝浦市守谷766-4）

### 大多喜町（大多喜幹部交番管轄）
- 老川駐在所（夷隅郡大多喜町小田代148-2）
- 西畑駐在所（夷隅郡大多喜町市川68-1）
- 総元駐在所（夷隅郡大多喜町大戸642-2）

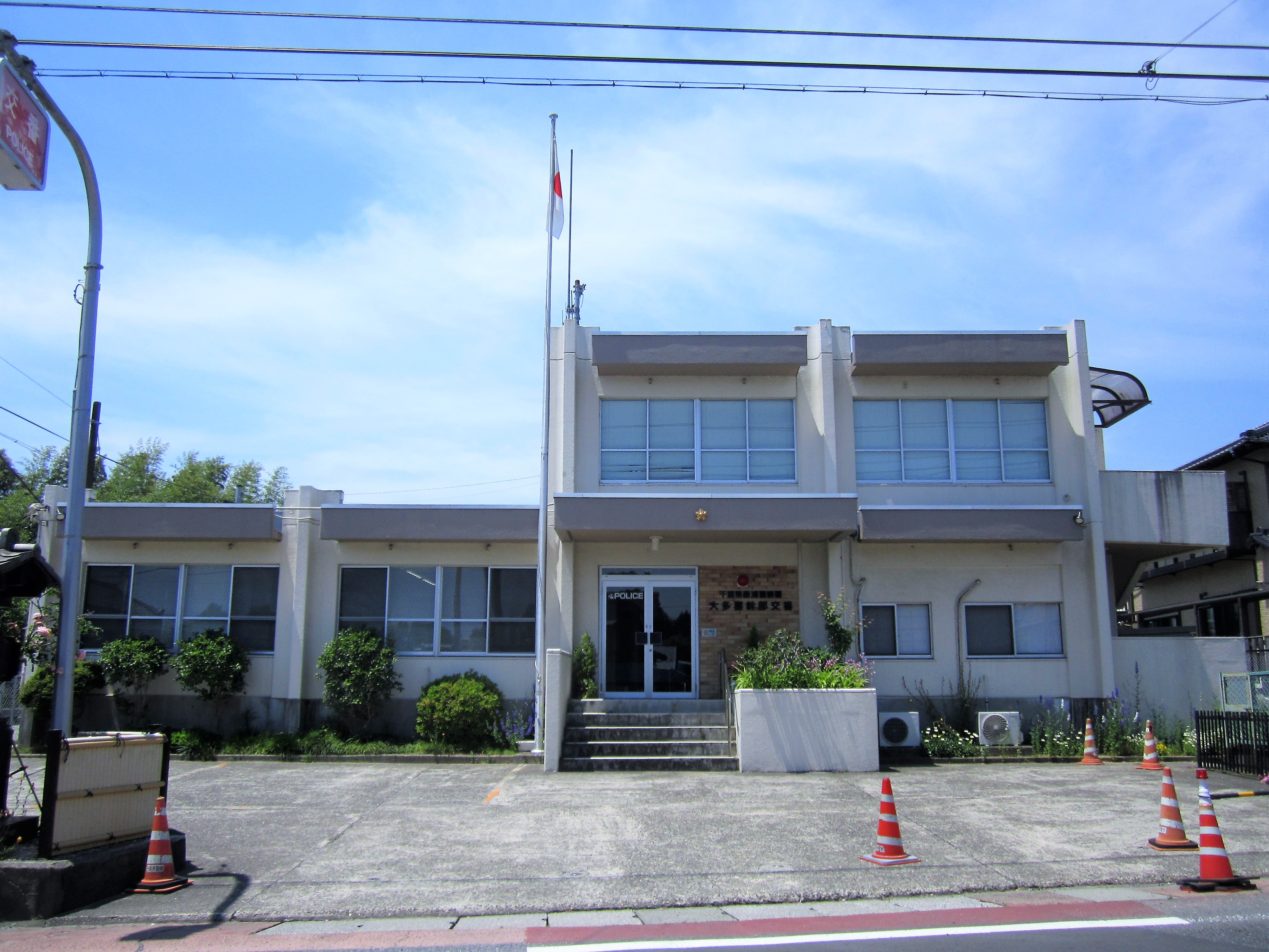
大多喜幹部交番
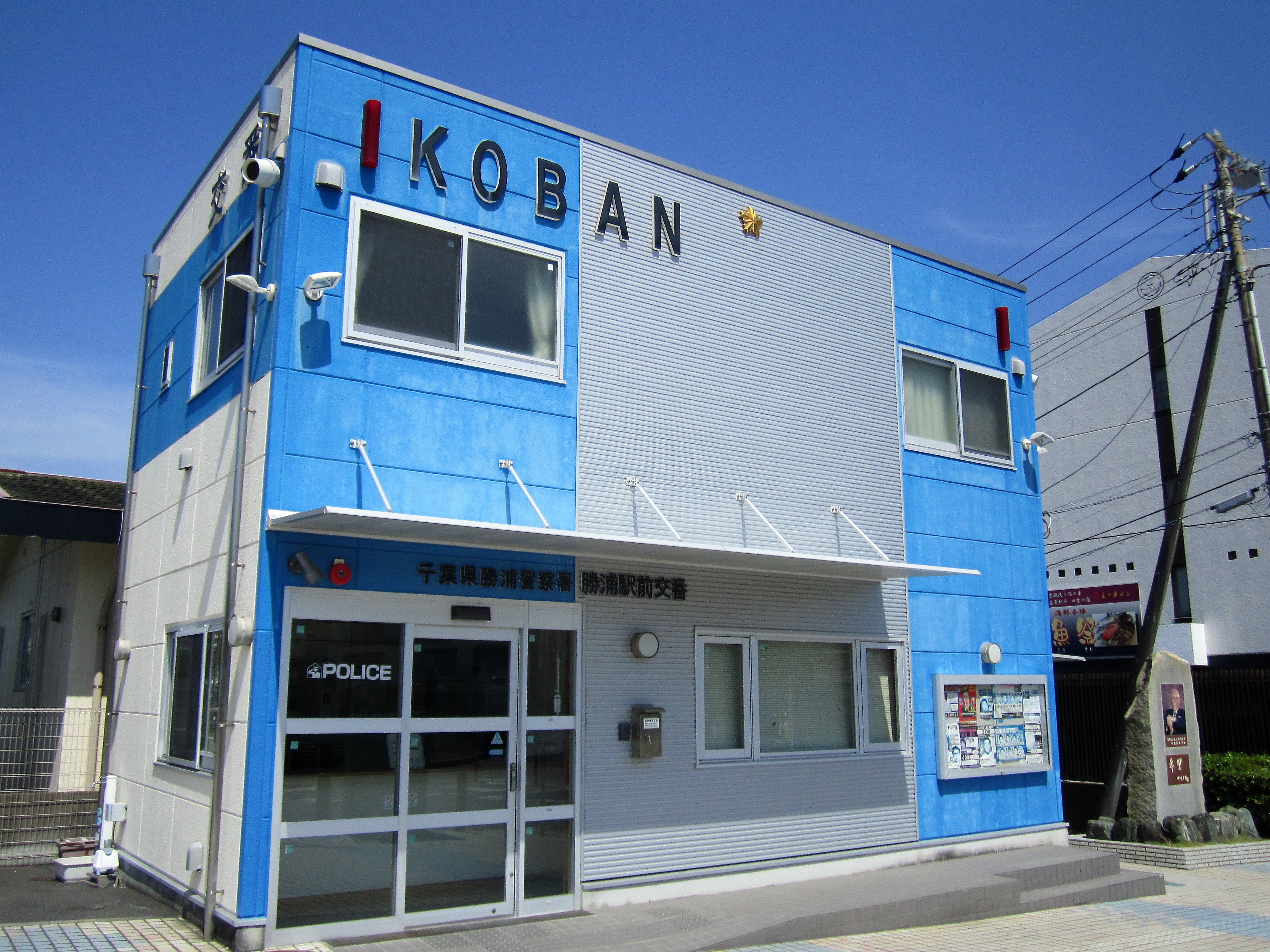
勝浦駅前交番